# Mequinol
Mequinol, MeHQ hoặc 4-methoxyphenol, là một phenol được sử dụng trong da liễu  và hóa học hữu cơ.

## Công dụng

### Da liễu
Mequinol là một thành phần hoạt chất chung trong thuốc bôi dùng cho da mất sắc tố. Là một loại thuốc mequinol tại chỗ thường được trộn với tretinoin, một loại retinoid tại chỗ. Một công thức phổ biến cho thuốc này là dung dịch etanolic gồm 2% mequinol và 0,01% tretinoin theo khối lượng. Các bác sĩ da liễu thường kê toa thuốc để điều trị lentigines mặt trời, đốm gan hoặc đốm lão hóa.
Liều thấp hơn của mequinol đã được sử dụng kết hợp với laser Q- switching để loại bỏ da ở những bệnh nhân mắc bệnh bạch biến vô căn phổ biến.

### Hóa học hữu cơ
Trong hóa học hữu cơ, 4-methoxyphenol được sử dụng để ức chế sự trùng hợp gốc của các monome (ví dụ acrylate hoặc monome styren).

## Chế phẩm
4-Methoxyphenol được sản xuất từ p-benzoquinone và metanol thông qua phản ứng gốc tự do.

## An toàn
Mọi người có thể tiếp xúc với 4-methoxyphenol tại nơi làm việc bằng cách hít vào, hấp thụ da, nuốt, tiếp xúc với da và tiếp xúc với mắt. Viện Sức khỏe và An toàn Lao động Quốc gia (NIOSH) đã đặt ra giới hạn phơi nhiễm được khuyến nghị (REL) là 5 mg / m 3 trong một ngày làm việc 8 giờ.